# 敦刻爾克 (印地安納州卡斯縣)
敦刻爾克（英語：Dunkirk）是位於美國印地安納州卡斯縣的一個非建制地區。該地的面積和人口皆未知。

## 地理
敦刻爾克的座標為40°45′23″N 86°23′37″W / 40.75639°N 86.39361°W，而該地的平均海拔高度為185米（即607英尺）。